# 空挺後方支援隊
空挺後方支援隊（くうていこうほうしえんたい、JGSDF Airborne Logistic Support Troop）は、千葉県船橋市の習志野駐屯地に駐屯する第1空挺団隷下の後方支援部隊である。

## 概要
正式名称は第1空挺団後方支援隊である。第1空挺団の後方支援業務を任務とするが、その規模・能力は空挺作戦に特化しているため、極めて限定的である。また、特殊作戦群の後方支援業務も担当している。その他、災害派遣や民生協力、国際貢献活動も行っている。

## 沿革
- 1958年（昭和33年）：落下傘整備中隊が新編。

第1空挺団後方支援隊
- 2002年（平成14年）3月27日：管理中隊、落下傘整備中隊、衛生隊および輸送小隊を統合し、第1空挺団後方支援隊が習志野駐屯地で編成完結。

## 部隊編成
- 後方支援隊本部「空挺団-後支-本」
  - 補給小隊：3トン半水タンク車、浄水セット（車載型）
  - 衛生小隊：1トン半救急車
  - 習志野自動車教習所
- 整備中隊「空挺団-後支-整」
  - 中隊本部
  - 車両整備小隊：軽レッカ
  - 通信整備小隊
  - 火器整備小隊
- 落下傘整備中隊：降投下に必要な装備品の補給・整備等を行う。
  - 中隊本部
  - 包装小隊
  - 投下支援小隊
  - 回収小隊

## 主要装備
- 1/2tトラック / 73式小型トラック
- 1 1/2tトラック / 73式中型トラック
- 3 1/2tトラック / 73式大型トラック
- 軽レッカ
- 3トン半水タンク車
- 野外炊具
- 浄水セット（車載型）
- 1トン半救急車
- 89式5.56mm小銃
- 9mm拳銃
- 12.7mm重機関銃M2
- 91式携帯地対空誘導弾